# Hepatische encefalopathie
Hepatische encefalopathie  ofwel leverencefalopathie wordt, zoals de naam ook zegt, veroorzaakt door ziekten van de lever (hepatisch - van de lever, enképhalos - hersenen, páthos - ziekte). Hepatische encefalopathie treedt op bij ernstig leverfalen, onder andere ten gevolge van cirrose. Waarschijnlijk is een verhoogd ammoniakgehalte de belangrijkste factor, hoewel andere afbraakproducten ook een rol kunnen spelen. Ammoniak wordt normaal gesproken in de lever omgezet tot ureum, dat in de nieren actief uitgescheiden wordt.
Klachten ontstaan geleidelijk en omvatten allerlei neuropsychiatrische verschijnselen zoals geestelijke achteruitgang tot verwardheid en desoriëntatie. Uiteindelijk kan zelfs een coma ontstaan.

## Symptomen
- Eerste graad
  - slapeloosheid
  - verminderd concentratievermogen
  - overdreven gedrag
  - tremor

- Tweede graad
  - verergering van slaapproblemen
  - desoriëntatie
  - verlies van tijdsbesef

- Derde graad
  - verergering van de symptomen hierboven
  - angst
  - bizar gedrag

- Vierde graad
  - bewusteloosheid
  - coma
  - afwezigheid van persoonlijkheidskenmerken

In veel gevallen zullen zich maar een beperkt aantal symptomen voordoen en aldus zichtbaar zijn voor een eventuele behandelaar. In de praktijk komt hepatische encefalopathie het meest voor bij zware alcoholisten, bij wie de lever door het consumeren van alcoholische drank grotendeels is vernietigd. Andere oorzaken van hepatische encefalopathie zijn echter ook mogelijk, zoals ernstige hepatitis, vergiftigingen of verdringing van de lever door (uitzaaiingen van) kankergezwellen.
Een opvallend maar zeldzaam neurologisch verschijnsel is "flapping tremor" waarbij de vingers van een uitgestrekte hand op en neer kunnen gaan slaan. 

## Mogelijke behandeling
Als de afbraak van eiwitten tot ammoniak de oorzaak is, kan naast medicatie een eiwitbeperkt dieet helpen: er zijn dan minder aminozuren en minder ammoniakproductie.
Bij hepatische encefalopathie wordt soms lactulose gegeven om in de darm de pH te verlagen, zodat de darmflora kan veranderen en er minder eiwit in ammoniak wordt omgezet. Ook een lichte eiwitbeperking in het dieet kan de hoeveelheid ammoniak reduceren.